# Ray Charleson
Ray Charleson ist ein britisch-US-amerikanischer Schauspieler und Synchronsprecher.

## Leben
Charleson stammte aus dem US-Bundesstaat Pennsylvania und wuchs in einer ländlichen Gegend auf, wo er mit Reiten, Schusswaffen und Bogenschießen bereits in seiner Kindheit Erfahrungen machte. Er wirkt seit 1979 in verschiedenen Filmproduktionen mit. Oftmals verkörperte er skurrile Charakterrollen wie seine Rollen in Hawk – Hüter des magischen Schwertes von 1980 und Gefangene des Universums von 1983. In den 1980er Jahren wirkte er in Nebenrollen in einer ganzen Reihe von britischen und US-amerikanischen Fernseh- und Kinofilmen mit. Außerdem hatte er einige Episodenrollen in verschiedenen Fernsehserien. Nachdem er 1993 in einer Episode der Fernsehserie Die Abenteuer des jungen Indiana Jones zu sehen war, dauerte es knapp zehn Jahre, bis er erneut als Filmschauspieler, 2003 in The Death of Klinghoffer, in Erscheinung trat. Zuletzt war er 2006 in dem Spielfilm Dark Corners als Filmschauspieler tätig. 2017 übernahm er eine Sprecherrolle in dem Videospiel Sniper Elite 4. Er lebt heute in der britischen Grafschaft Devon.

## Filmografie (Auswahl)
- 1979: Warum bleibst du nicht bis zum Frühstück? (Why Not Stay for Breakfast?)
- 1980: BBC2 Playhouse (Fernsehserie, Episode 6x25)
- 1980: Agentenpoker (Hopscotch)
- 1980: Hawk – Hüter des magischen Schwertes (Hawk the Slayer)
- 1980: J. Robert Oppenheimer – Atomphysiker (Oppenheimer) (Mini.Serie, Episode 1x06)
- 1981: Shock Treatment
- 1982: Legacy of Murder (Fernsehserie, Episode 1x04)
- 1982: Whoops Apocalypse (Fernsehserie, Episode 1x02)
- 1982: We’ll Meet Again (Mini-Serie, 2 Episoden)
- 1983: American Playhouse (Fernsehserie, Episode 2x05)
- 1983: Gefangene des Universums (Prisoners of the Lost Universe)
- 1983: Farmers Arms (Fernsehfilm)
- 1984: Amy (Fernsehfilm)
- 1984: The Odd Job Man (Fernsehserie, 2 Episoden)
- 1984: Vorsicht, Hochspannung! (Hammer House of Mystery and Suspense) (Fernsehserie, Episode 1x08)
- 1985: Insignificance – Die verflixte Nacht (Insignificance)
- 1985: Dempsey & Makepeace (Fernsehserie, Episode 2x08)
- 1985: John and Yoko: A Love Story (Fernsehfilm)
- 1986: C.A.T.S. Eyes (Fernsehserie, Episode 2x08)
- 1986: The Last Days of Patton (Fernsehfilm)
- 1987: Horizon (Fernsehserie, Episode 23x16)
- 1987: Das Reich der Sonne (Empire of the Sun)
- 1989: Screen Two (Fernsehserie, Episode 5x04)
- 1990: Boon (Fernsehserie, Episode 5x04)
- 1990: Fatal Sky – Sie bringen den Tod (Fatal Sky)
- 1993: Die Abenteuer des jungen Indiana Jones (The Young Indiana Jones Chronicles) (Fernsehserie, Episode 2x14)
- 2003: The Death of Klinghoffer
- 2003: Out for a Kill: Tong Tatoos – Das Tor zur Hölle (Out for a Kill)
- 2004: Feuer – Gefangen im Inferno (Nature Unleashed: Fire)
- 2006: Flug 93 (United 93)
- 2006: Dark Corners

## Synchrontätigkeiten
- 2017: Sniper Elite 4 (Videospiel)